# Anopheles splendidus
Anopheles splendidus är en tvåvingeart som beskrevs av Gen'ichi Koidzumi 1920. Anopheles splendidus ingår i släktet Anopheles och familjen stickmyggor. Inga underarter finns listade i Catalogue of Life.